# William Keppel (1727-1782)
Pour les articles homonymes, voir William Keppel.
William Keppel (5 novembre 1727 - mars 1782) est un militaire britannique, le troisième fils de William Keppel, 2e comte d'Albemarle.

## Militaire de carrière
Le 17 décembre 1761, il est nommé colonel du 56e Régiment d'infanterie, qu'il commande jusqu'en 1765.
En 1762, il participe (avec ses frères, le Comte d'Albemarle et Augustus Keppel) à l'expédition Britannique à Cuba, et commande lors de la prise d'assaut du Château Morro. En 1763, il remplace Albemarle comme Gouverneur de Cuba. L'île est remise à l'Espagne en juillet 1763. le 31 mai 1765, il est nommé colonel du 14e Régiment d'infanterie, qu'il commande jusqu'en 1775.
De 1767 jusqu'à sa mort, il est député de Chichester.
Il est Commandant en Chef d'Irlande en 1773. Le 18 octobre 1775, il fut nommé colonel du 12e Lancers Royal, qu'il commande jusqu'à sa mort.
Il est Gentilhomme à Cheval de Georges III d'Angleterre et meurt célibataire.